# Heinz Gerhäuser
Heinz Gerhäuser (* 24. Mai 1946 in München) ist ein deutscher Elektroingenieur. Er gilt als einer der Väter des MP3-Audiocodierverfahrens.

## Leben
Heinz Gerhäuser wurde am 24. Mai 1946 in München geboren. Aufgrund der beruflichen Tätigkeit seines Vaters als Diakon zog er 1947 nach Rummelsberg und 1953 nach Fürth. Nach seinem Schulabschluss absolvierte er eine Ausbildung zum Elektromechaniker. 1965 begann er am Ohm-Polytechnikum in Nürnberg das Studium der Elektrotechnik, das er 1973 an der Friedrich-Alexander-Universität in Erlangen abschloss. Im Anschluss war er als wissenschaftlicher Mitarbeiter am Lehrstuhl für Technische Elektronik tätig. Seiner Promotion 1980 folgte ein Forschungsaufenthalt am IBM Research Laboratory, San Jose, USA.
Im Anschluss baute er bis 1985 die Kontaktstelle für Forschungs- und Technologietransfer FTT an der Universität Erlangen-Nürnberg auf und wurde 1984 Stellvertretender Geschäftsführer der daraus entstandenen ZMI-GmbH, die ab 1985 als Arbeitsgruppe von der Fraunhofer-Gesellschaft übernommen wurde. Heinz Gerhäuser wurde stellvertretender Institutsleiter sowie Abteilungsleiter für Informationselektronik und 1993 Mitglied der kollegialen Institutsleitung. Von 1998 bis 2011 war er schließlich geschäftsführender Leiter des Fraunhofer IIS. Seit 1999 hatte er zudem eine C4-Professur an der Universität Erlangen-Nürnberg als Inhaber des Lehrstuhls für Informationstechnik mit dem Schwerpunkt Kommunikationselektronik inne.
Mit seiner Familie wohnt Gerhäuser in Saugendorf bei Waischenfeld.

## Wirken
In seiner Zeit hat sich das Fraunhofer-Institut für Integrierte Schaltungen zum mit Abstand größten und wirtschaftlich erfolgreichsten Fraunhofer-Institut in Deutschland entwickelt. Der Erfolg ging nicht zuletzt auf Patente und Grundlagenarbeiten zurück, die zum Audiocodierverfahren MP3 führten. Gerhäuser hat diese Entwicklung zunächst als Abteilungsleiter und dann als Institutsleiter begleitet.
Neben den Audiocodierverfahren beschäftigen sich die Forscher des IIS auch mit Fragestellungen aus den Bereichen digitale Rundfunksysteme, Navigations- und Ortsbestimmungssysteme, Kommunikationstechniken in der Logistik, in der Bildverarbeitung, in der Telearbeit und auch in der Medizintechnik und haben eine Vielzahl von weiteren Patenten angemeldet.
Neben seiner Institutsleitung und der Professur an der Universität engagierte er sich darüber hinaus in einer Reihe von Gremien und Verbänden, wie z. B. dem Wissenschaftlich-Technischen Beirat der Bayerischen Staatsregierung oder der Jury des Deutschen Zukunftspreises des Bundespräsidenten. Von 2010 bis 2012 war er Vorsitzender des Wissenschaftlichen Beirats der Bayerischen Forschungsstiftung. Seit Januar 2013 ist er ihr Präsident.

## Auszeichnungen
- 1996 Anerkennungspreis für herausragende innovative Leistungen im Rahmen des Bayerischen Innovationspreises[2]
- 2001  Bundesverdienstkreuz 1. Klasse des Verdienstordens der Bundesrepublik Deutschland[5]
- 2003 Staatsmedaille für besondere Verdienste um die bayerische Wirtschaft[6]
- 2005 Ehrenprofessur der Staatlichen Universität Wladimir (Russland)[2]
- 2006 Bürgermedaille der Stadt Erlangen[2]
- 2006 Kulturpreis des Landkreises Bayreuth[7]
- 2006 Fraunhofer-Münze[8]
- 2007 Mitglied bei acatech-Deutsche Akademie der Technikwissenschaften[9]
- 2007 Bayerischer Verdienstorden[10]
- 2007 Aufnahmen in die Consumer Electronics Hall of Fame[11]
- 2011 „Der Fraunhofer“, die höchste Auszeichnung der Fraunhofer-Gesellschaft[12]
- 2011 Ehrenbürgerschaft der Stadt Waischenfeld[5]
- 2012 Bayerischer Maximiliansorden für Wissenschaft und Kunst[13][14]
- 2015 Sonderpreis der Oberfrankenstiftung[15][5]
- 2026 Ortsdurchfahrt Saugendorf bekommt den Namen ( Dr Heinz Gärhhäuser Straße )

## Werke
- Heinz Gerhäuser: Anwendungen der Mikroelektronik in der Informations- und Kommunikationstechnik. Fraunhofer-IRB-Verl, Stuttgart 2005, ISBN 978-3-8167-6866-1.
- Heinz Gerhäuser, Jürgen Hupp, Christos Efstratiou, Janina Heppner: Constructing Ambient Intelligence - AmI 2008 Workshops, Nuremberg, Germany 19-22, 2008. Revised Papers. Communications in Computer and Information Science 32, Springer 2009, ISBN 978-3-642-10606-4